# Intercâmbio cultural
Intercâmbio cultural é a realização de uma viagem ao exterior por um estudante - o futuro intercambista - com o objetivo de aprender os costumes, as tradições e o idioma de um outro país, ficando hospedado na casa de uma pessoa nativa desse país. O estudante geralmente não conhece a pessoa com quem vai se hospedar e também não fala o mesmo idioma que ela.
Significa ainda a troca de conhecimentos entre viajantes e estudantes de diferentes países. Isso é alcançado, por exemplo, com cursos de idiomas ou colegial no exterior, programas Au pair, convidando jovens estrangeiros para se hospedar gratuitamente em sua casa (ganhando em troca a chance de se hospedar também gratuitamente na casa deles num futuro próximo), fazer um estágio voluntário (não-remunerado) em países sub-desenvolvidos.
Outra forma de vivenciar um intercâmbio cultural é entre diferentes regiões de um mesmo país como, por exemplo, o Brasil, um país continental com várias culturas miscigenadas dentro de uma só nacionalidade - um verdadeiro caldeirão de culturas.

## Países de Intercâmbio Cultural
O meio mais comum e fácil de participar de um intercâmbio cultural é fazer um curso de inglês no exterior, em países como Canadá, Austrália, Nova Zelândia, Estados Unidos, Inglaterra,África do Sul entre outros. Com uma duração média de 1 a 6 meses o intercambista aprende o idioma e a cultura (daí o termo Intercâmbio cultural) do local ganhando maiores conhecimentos sobre diferentes pessoas e costumes.
Intercâmbio cultural no currículo profissional é atualmente uma enorme vantagem no mercado de trabalho desde jovens no ensino básico até experientes executivos, existindo cursos e programas específicos para cada um deles. Para jovens existem os Summer Camps e para executivos os cursos de inglês de negócios de curta duração.

## Cuidados do Intercâmbio
Qualquer que seja o interesse e objetivo do intercambista, este deve sempre procurar por empresas idôneas para realizar seu intercâmbio, sejam elas desde agentes de viagem de intercâmbio ou as empresas e escolas no exterior que o irá receber.